# Système traditionnel des noms espagnols
Les noms de personnes en Espagne se composent, comme dans la plupart des pays hispanophones, d'un prénom (nombre) et de deux noms de famille (apellidos) : traditionnellement le premier nom de famille du père (patronyme), suivi du premier de la mère, même si, en Espagne, la loi sur l'égalité des sexes de 1999, autorise désormais n'importe quel ordre. Dans un contexte informel, on utilise le plus souvent le prénom suivi du premier apellido. Le nom au complet sert dans le cadre juridique, formel, et documentaire.

## Système des noms en Espagne
En Espagne, les gens ont deux noms de famille, et un prénom — soit simple, comme Juan, soit composé, tel que Juan Pablo ; néanmoins, dans le prénom composé, Pablo n'est pas un deuxième prénom, mais fait bien partie du prénom Juan Pablo. Traditionnellement, le premier nom de famille est le premier du père (apellido paterno), suivi du premier de la mère (apellido materno). Les lois contemporaines sur l'égalité des sexes permettent la transposition des composants du nom de famille, à condition que tous les enfants d'un même foyer portent le même nom, qui sera inscrit dans le Registro Civil ; et là encore il existe des exceptions légales.
Par conséquent, on parle de José Antonio Calderón Barras en tant que Señor Calderón (Monsieur Calderón), et non Señor Barras, parce que Calderón est son nom paternel. Qui plus est, M. Calderón peut être cité comme (ⅰ) José Antonio (Joseph-Antoine), (ⅱ) José, (ⅲ) Pepe, (ⅳ) Antonio, ou (ⅴ) Toño. Parmi les anglophones, certains Espagnols adoptent le trait d’union pour lier les composants de leur nom de famille, pour éviter toute confusion, comme : M. José Antonio Calderón-Barras. Un tel assemblage des noms de famille par le trait d’union n’est pas une marque de noblesse.

### Prénoms
Les parents choisissent le prénom de leur enfant, qui doit être inscrit dans le Registro Civil pour établir son identité légale. Moyennant quelques restrictions, les parents peuvent choisir un prénom à leur guise, le plus souvent selon leur goût, ou en l'honneur d'un parent, ou choisi dans la liste des saints catholiques, ou de noms traditionnels de l'Espagne. La législation espagnole sous Francisco Franco avait limité la possibilité de nommage aux prénoms chrétiens (Jésus, Marie, Joseph, etc.) et aux noms espagnols typiques (Antonio, Carmen, etc.). De nos jours, la seule limitation qui reste est celle de la protection de la dignité de l'enfant, à qui ne peut être imposé un prénom qui le diminuerait auprès des autres, ni qui soit offensif au public. Par exemple, des limitations sur variantes d'hypocoristiques, familières, non reconnues en tant qu'un prénom, et sur « ceux qui prêtent l'identification à confusion, et ceux qui induisent en erreur dans son ensemble quant au sexe [de l'enfant] » ; toutefois, la loi actuelle 3/2007 : Identidad de género (« Identité du genre ») accepte désormais les diminutifs.

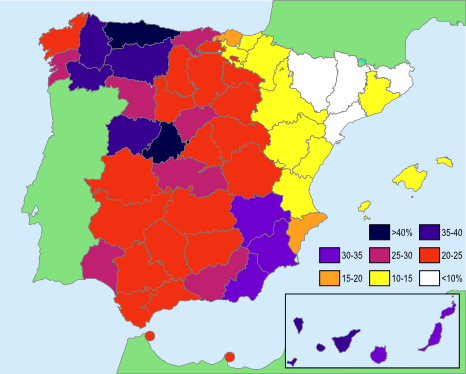
Concentration des noms de famille par province espagnole : les pourcentages de population née avec les dix noms les plus courants. Source : Instituto Nacional de Estadística, 2006.

#### María et José
Les filles catholiques étaient souvent prénommées María, en l'honneur de la Vierge Marie, et ajoutant en suffixe soit le nom d'un lieu saint ou d'un sanctuaire, soit d'un concept religieux, soit un vocable, à María. Dans la vie de tous les jours, ces femmes omettent le préfixe nominal encombrant[En quoi ?] « Marie de la… » et se servent de la partie suffixe (avocación) comme identité publique, sauf dans les affaires administratives, juridiques, et solennelles.
Par conséquent, les filles qui portent les prénoms mariaux María de los Ángeles (es) (Marie des Anges), María del Pilar (Marie du Pilier), et María de la Luz (Marie de la Lumière), se font souvent appeler Ángeles (Anges), Pilar (Pilier), et Luz (Lumière) ; cependant, toutes peuvent être appelées familièrement María (Marie) ; également, les parents peuvent baptiser une fille d'un simple « María » sans autre spécificité. De même, le prénom officiel d'un garçon peut inclure María, lorsque précédé d'un nom masculin, comme José María Aznar (Joseph-Marie Aznar) ; à l'inverse, le prénom officiel d'une fille peut être María José (Marie-Joseph), ce qui devient familièrement Marijosé (Marie-Jo), en l'honneur de saint Joseph. Enfin, le prénom María est souvent abrégé en M. (José M. Aznar), Ma. (José Ma. Aznar), ou M.ª (José M.ª Morelos).

#### État civil
Le Registro Civil enregistre officiellement l'identité d'un enfant en un prénom (simple ou composé) et les deux noms de famille ; toutefois, un enfant peut être baptisé de plusieurs prénoms, comme le fils de l'infante Elena, Felipe Juan Froilán de Marichalar y de Borbón ; cependant, de tels nommages sont généralement pratique royale et de noblesse, sans sanction légale.

#### Le nom de jeune fille
En Espagne, lors du mariage, la femme ne change pas ses noms pour prendre ceux de son mari, vu que la coutume espagnole ne connaît pas le concept de nom de jeune fille — ainsi, lorsque Leocadia Blanco Álvarez épouse Pedro Pérez Montilla, elle conserve son nom original Leocadia Blanco Álvarez. Dans le chapitre V de la 2e partie du classique Don Quixote (1605, 1615), Teresa Panza aborde ce sujet en rappelant à son époux Sancho que l’on devrait s’adresser à elle comme Teresa Cascajo, par son patronyme, et non pas son nom d’épouse, à savoir : 

« Thérèse on m’a nommée en me jetant l’eau du baptême ; c’est un nom tout uni, sans allonge et sans broderie ; on appelle mon père Cascajo, et moi, parce que je suis votre femme, Thérèse Panza, et en bonne conscience on devrait m’appeler Thérèse Cascajo ; mais ainsi se font les lois »

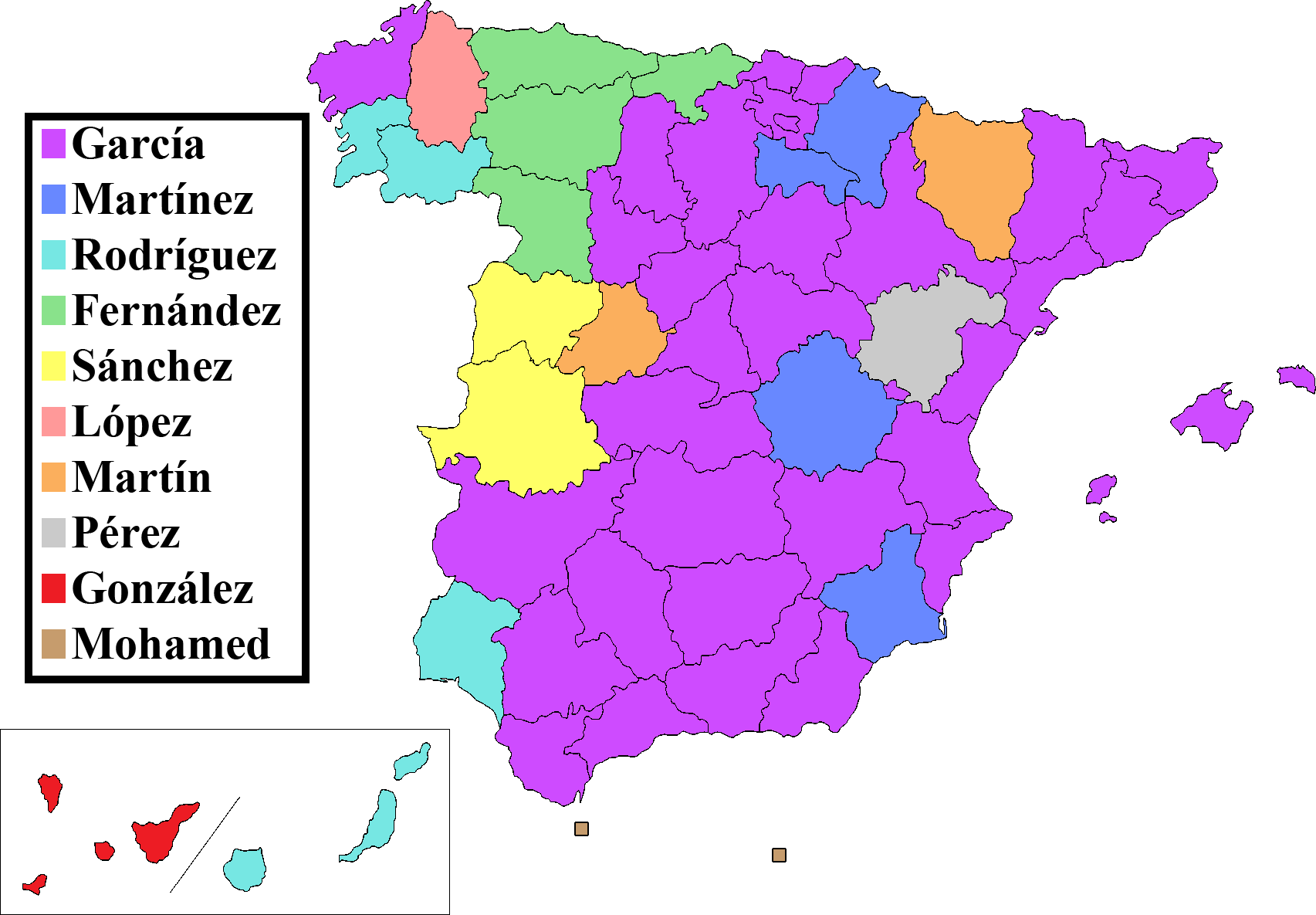
Répartition géographique des noms de famille.

### Noms de famille

#### Transmission générationnelle
Dans la transmission générationnelle des noms de famille, la préséance du nom paternel élimine par la suite le nom maternel de la lignée familiale. Toutefois, le droit contemporain assure l'égalité des sexes en permettant la transposition du nom de famille maternel à la première place, mais la majorité suit l'ordre traditionnel patronyme-matronyme. Ainsi, la fille et le fils d'Ángela López Sáenz et de Tomás Portillo Blanco pourraient être Laura Portillo López et Pedro Portillo López, quoiqu'ils pourraient aussi se nommer Laura López Portillo et Pedro López Portillo. Quel que soit le choix fait par la famille, tous leurs enfants doivent conserver le même ordre adopté au départ, une fois inscrit dans le Registre civil.
La transmission du patronyme n'a pas toujours été la norme : jusqu'au milieu du XVIIIe siècle, les sociétés hispanophones pratiquaient la transmission du matronyme, baptisaient les enfants du nom de famille maternel, et parfois, dotaient l'enfant du nom de famille d'un grand-parent (pourtant porté par aucun des deux parents) pour le prestige, ou dans un but intéressé, flattant la matriarche ou le patriarche dans l'espoir d'hériter de ses terres[réf. souhaitée]. Comme pour les noms catalans, la coutume espagnole inclut l'option de joindre les noms de famille avec la conjonction y (« et »), par exemple José Ortega y Gasset et Tomás Portillo y Blanco, un usage aristocratique ancien ; les noms catalans utilisent i à la place de y.
Tous les noms de famille ne sont pas d'un seul mot ; un tel usage de jointure est commun aux noms doublés (matronyme-patronyme), les noms composés ancestraux légués aux générations qui suivent — surtout quand le nom paternel ne se distingue pas socialement, comme l'ex-maire de Madrid José María Álvarez del Manzano y López del Hierro, dont le nom contient un prénom composé (José María) et deux noms de famille composés (Álvarez del Manzano et López del Hierro) ; d'autres exemples viennent de toponymes religieux tels que San José (Saint Joseph) ; ainsi, dans le cas d'un nom à composants déjà doubles, l'usage est d'insérer la particule conjonction y (« et ») entre le patronyme et le matronyme.
Dans le cas de bâtardise — lorsque le père est inconnu, ou bien refuse de reconnaitre la parenté — l'enfant porte les noms de sa mère ; donc, si María López Sáenz met au monde un fils José, d'un tel homme, les noms de famille du garçon seraient López et Sáenz, d'où il serait José López Sáenz. À l'occasion, quelqu'un doté d'un patronyme quelconque et d'un nom matronyme inhabituel peut devenir connu sous le nom maternel, comme l'artiste Picasso (Pablo Ruiz Picasso), le poète Lorca (Federico García Lorca), et le politicien Zapatero (José Luis Rodríguez Zapatero). D'une manière inverse, l'écrivain uruguayen Eduardo Hughes Galeano est connu sous le nom Galeano (son matronyme), parce que son patronyme anglais « Hughes » n'est pas espagnol, bien que, lorsqu'enfant, il lui arrivait de signer son nom Eduardo Gius, une approximation phonétique espagnole de l'anglais « Hughes ».

#### Noms de famille en Castille et en Álava
Lors de la cohabitation linguistique de la culture basque avec son voisin néolatin, le nom de famille indique le nom du père et la maison (famille) ; ainsi, le patronyme néolatin est joint au toponyme basque avec la particule prépositionnelle de, comme le nom José Ignacio López de Arriortúa — le nom de famille composé López de Arriortúa n'est pas un nom double, bien que le Arriortúa en est le nom familial original. Ceci peut prêter à confusion, vu que le López espagnol et le de Arriortúa basque sont des noms venant de cultures distinctes.

## Conjonctions nominales

### La particule «de»
En grammaire espagnole, la particule « de » (préposition) sert de conjonction dans deux styles d'orthographe des noms, et pour clarifier un nom de famille. Le premier style est en formules d'orthographe patronymique et toponymique, comme Gonzalo Fernández de Córdoba, Pero López de Ayala, et Vasco Núñez de Balboa, comme beaucoup de noms de conquistadors.
L'orthographe espagnole des noms contenant la particule prépositionnelle de est ambigüe lorsqu'il manque un patronyme la précédant, un style orthographique commun aux noms de noblesse. Ainsi, l'écriture en minuscule de la Rúa (« de la ruelle ») ou de la Torre (« de la tour »), et celle avec majuscule De la Rúa ou De la Torre sont tout aussi corrects.
Absent d'un patronyme
À la différence du français, l'orthographe espagnole n'exige pas une élision lorsqu'un nom commence par une voyelle, mais de el (« de le ») devient del (« du »), comme dans le cas pour Carlos Arturo del Monte (« Charles Arthur du Mont »).
L'exception patronymique
La loi actuelle de 1958 (article 195 du règlement du registre d'état civil) n'autorise pas l'ajout d'une particule préfixe de à son nom — l'exception est faite pour l'ajout d'un de au nom de famille (apellido) pour le distinguer d'un prénom (nombre) ; donc, un enfant pourrait être déclaré comme Pedro de Miguel Jiménez pour éviter au nom de famille Miguel d'être pris pour la deuxième partie d'un prénom composé tel que Pedro Miguel.
En espagnol, la particule de dans un nom n'est pas nécessairement marque de noblesse, particulièrement en Castille et en Alava, le de indiquant habituellement le lieu (ville, village, ou lieu-dit) d'où la personne tient ses origines ; cependant, au xvie et xviie siècles, l'usage du de se répandit comme moyen d'indiquer que le porteur est de souche noble, pour se distinguer des Juifs et des Maures. En ces jours-là, beaucoup de gens, quelles que furent leurs véritables origines, s'auto-déclarèrent le droit à la particule, comme Miguel de Cervantes, Lope de Vega, etc. ; de plus, dans cette même mode, des nobles déjà élevés socialement, tel Francisco Sandoval Rojas, qui s'appela Francisco Gómez de Sandoval y Rojas. Durant le xviiie siècle, la noblesse espagnole adopta la coutume française du de comme marque identifiante ; mais nombreux roturiers portaient déjà la particule, ce qui rendit l'usage du de incertain, ce qui incita la noblesse à ajouter des informations de descendance.

### La particuley(«et»)
Au XVIe siècle, les Espagnols adoptèrent la conjonction y (« et ») pour démarquer les noms de famille d'un individu ; d'où l'écrivain baroque andalou Luis de Góngora y Argote (1561–1627), le peintre aragonais Francisco José de Goya y Lucientes (1746–1828), et le philosophe libéral madrilène José Ortega y Gasset (1883–1955). En Amérique hispanique, cette convention était commune au clergé (ex.: l'évêque salvadorien Óscar Arnulfo Romero y Galdámez), et sanctionnée par la loi du registre d'état civil de 1870, exigeant que les certificats de naissance indiquent le patronyme et le matronyme joints par un y — ainsi, Felipe González y Márquez et José María Aznar y López sont les noms respectifs des politiciens espagnols Felipe González Márquez et José María Aznar López ; cependant, à la différence du catalan, l'usage espagnol n'est pas fréquent.
La conjonction y évite la confusion lorsque le patronyme ressemble à un prénom ; autrement le physiologiste Santiago Ramón y Cajal pourrait sembler porter le prénom composé Santiago Ramón, et le nom de famille Cajal ; de même pour le juriste Francisco Tomás y Valiente, et pour le clerc Vicente Enrique y Tarancón. Sans la conjonction, le footballeur Rafael Martín Vázquez, plus connu comme Martín Vázquez (ses noms de famille) semble porter le prénom Martín plutôt que Rafael. À son agacement, il arrivait au linguiste Fernando Lázaro Carreter d'être adressé comme Don Lázaro, plutôt que Fernando.
De plus, lorsque le matronyme commence par le son voyelle i, que cela s'écrive avec la voyelle I (Ibarra), ou la voyelle Y (Ybarra orthographe désuète), ou par Hi (Higueras), l'euphonie espagnole substitue la conjonction e, plus douce à l'oreille, au y, d'où l'exemple du politicien espagnol Eduardo Dato e Iradier (1856–1921).

## Dénotations
Pour communiquer l'identité sociale d'un individu, la coutume propose des moyens orthographiques.

### Identité et descendance
h. (fils de) : Un garçon au même prénom que celui de son père peut ajouter le suffixe h. (pour hijo, fils) à son nom, se distinguant ainsi, Juan Valdez Marcos, h., de son père, Juan Valdez Marcos.
–ez : un nom se terminant en -ez était à l'origine un nom patronymique indiquant « le fils de » — Álvarez (fils d'Álvaro), Bermúdez (fils de Bermúdo), Fernández (fils de Fernando), González (de Gonzalo), Hernández (de Hernando), Jiménez (de Jimeno), López (de Lope), Martínez (de Martín), Pérez (de Pedro), Ramírez (de Ramiro), Rodríguez (de Rodrigo), et Sánchez (de Sancho). 
Toutefois, tous les noms en –ez ne sont pas nécessairement patronymiques, vu qu'en certaines parties d'Andalousie, les lettres z et s ont la même prononciation. En espagnol hispano-américain, le -ez de Chávez (Hugo Chávez) et de Cortez (Ana-Lucia Cortez) ne sont pas des noms patronymiques, car l'orthographe de la terminaison ibéro-espagnole est avec -es, comme dans les noms de Manuel Chaves González et de Hernán Cortés.

### Enfants trouvés
Le cas des enfants trouvés anonymes était un problème pour l'état civil. Aussi de tels enfants étaient-ils souvent nommés après le saint catholique du jour en cours, ou bien toponymiquement, du nom de la localité. Ils étaient souvent surnommés Expósito (latin exposĭtus, « exposé », sous-entendu « trouvé »), ce qui les marquait, avec leur descendance, comme appartenant à l'échelon social du bas, ceux sans pedigree social. En catalan, le nom Deulofeu (« Dieu le fit ») était souvent donné aux enfants trouvés. En 1921, la loi espagnole autorisa que le nom Expósito puisse être changé gratuitement. Puisque la plupart des trouvés étaient élevés dans des orphelinats religieux, ces enfants portaient souvent le nom Iglesia (église), ou au pluriel Iglesias, Cruz (croix), et Blanco (« blanc »). De plus, pour faciliter le nommage des trouvés anonymes, dans des localités telles que Bilbao, ils furent nommés Bilbao ; de même à  Vizcaya, et Alava. Leur deuxième nom de famille était souvent Iglesia ou Cruz.

### Ressortissants étrangers
En Espagne, les ressortissants étrangers gardent l'usage de leurs coutumes culturelles de nommage, mais lors de l'obtention de la nationalité, ils doivent assumer un nom à la manière espagnole (un prénom et deux noms de famille). Si la personne est issue d'une culture à nom de famille unique, ce dernier est répété[réf. nécessaire]; par conséquent, un nom anglais « George Albert Duran » se retrouve transformé en « George Albert Durán Durán », quoique la loi l'autorise à adopter le nom de jeune fille de sa mère comme deuxième nom. La coutume espagnole assemble ses deux prénoms « George » et « Albert » en un prénom composé « George Albert », et son seul nom, « Duran », est utilisé en patronyme et en matronyme.

### Hypocoristiques et surnoms espagnols
Beaucoup de prénoms espagnols peuvent s'abréger en un hypocoristique, une forme affectueuse usant d'un suffixe diminutif, particulièrement -ito et -cito (masculin) et -ita et -cita (féminin). Un surnom, parfois plus long que le vrai nom, est d'ordinaire dérivé via des règles linguistiques. Les usages varient selon la région ; ci-dessous une liste de prénom usuels, avec leurs diminutifs ou surnoms :
| - Adelaida = Ade, Adela - Adelina = Deli - Adoracion = Dori - Adrián (masculin) ou Adriana (féminin) = Adri - Alberto = Alber, Albertito, Beto, Berto, Tico, Tuco - Alejandro = Ale, Alex, Alejo, Jandro, Jano, Sandro - Alejandra = Sandra, Ale, Alex, Aleja, Jandra, Jana - Alfonso = Alfon, Fon, Fonso, Fonsi, Poncho - Alicia = Ali, Licha - Anacleto = Cleto - Andres = Andresito - Antonio = Antón, Tonio, Toni, Tono, Toño, Toñin, Antoñito, Antuco, Antuquito - Antonia = Toña, Tona, Toñi, Tonia, Tania, Antoñita - Arturo = Arturito, Turito, Art - Beatriz = Bea, Betty - Cándido/a = Candi - Carla = Carlita - Carlos = Car, Carlito, Carlitos, Carlo, Calín, Litos, Chepe - Carmen = Mamen, Carmenchu, Menchu, Carmencha, Carmencita, Carmelita, Carmela, Carmina - Carolina = Caro, Carol, Carito - Cecilia = Ceci, Chila, Chili - Celestino = Tino - César = Cesi, Cesa, Checha, Cesito - Charles = Carles - Ciro = Cirino - Claudia = Clau, Claudi - Concepción = Conchi, Conchita, Concha, Conce - Consuelo = Consu, Chelo, Coni, Concha - Covadonga = Cova, Cobi - Cristian = Cris - Cristina = Cris, Cristi, Tina - Cristóforo = Cuco, Chosto - Cruz = Crucita, Chuz - Dalia = Dali - Dalila = Lila - Daniel = Dani - David = Davo, Davilo - Dolores = Lola, Loles, Loli, Lolita - Eduardo = Edu, Lalo, Eduardito, Guayo - Enrique = Quique, Kike - Ernesto = Neto, Netico, Tito - Esperanza = Espe, Pera, Lancha - Estíbaliz = Esti - Eugenia = Genita - Eugenio = Genín, Genito - Eva = Evita - Federico = Quico, Fede - Felícita = Felacha - Fernanda = Fer, Nanda - Fernando = Fer, Nando, Nano, Ferny, Feña - Francisco = Fran, Paco, Paquito, Sisco, Cisco, Curro, Quico, Kiko, Frasco, Frascuelo, Pacho, Pancho, Panchito - Francisca = Fran, Paqui, Paquita, Sisca, Cisca, Pancha, Curra, Paca, Quica, Panchita, Panchi - Gabriel = Gabi, Gabo, Gabri - Gabriela = Gaba, Gabi, Gaby - Gerardo = Yayo - Gonzalo = Gonza, Gon, Gonchi, Lalo, Chalo, Talo, Tali - Graciela = Chela - Gregorio = Goyo - Gricelda = Gris, Celda - Guadalupe = Lupe (féminin & masculin), Guada, Pupe, Lupita, Lupilla (féminin) & Lupito, Lupillo (masculin), Pita (féminin) - Guillermo = Guille, Guiller, Willy, Meme, Momo, Memo - Héctor = Tito, Torin - Ignacia = Nacha - Ignacio = Nacho, Nachito, Naco - Inocencio = Chencho - Isabel = Bela, Chabela, Chavela, Chavelita, Chabelita, Isa - Jacobo = Cobo, Yaco, Yago - Javier = Javi, Jabo, Javito - Jorge = Jorgecito, Jorgis, Jordi, Jorgito, Gorge, Jecito - Jesús = Jesu, Chus, Chucho, Chuy, Suso, Chuyito - Jesús Alberto = Jesusbeto, Chuybeto - Jesus María = Chumari, Chusma - Jesús Manuel = Jesusma - Jesús Ramón = Jerra, Jesusrra, Chuymoncho, Chuymonchi - Jesusa = Susi, Sus, Chusa, Chucha, Chuy, Chuyita - José = Pepe, Chepe, Pepito, Chepito, Pito, Pepín, joselito - José Carlos = Joseca - José Luis = Joselo, Joselu, Pepelu - José Miguel = Josemi, Jomi - José María = Chema, Chemari, Jose Mari - José Manuel = Chema, Mané, Memel - José Ramón = Peperamon, Joserra - Josefa = Pepa, Pepi, Pepita, Fina, Fini, Finita - Josefina = Jose, Fina, Chepina, Chepita | - Juan = Juanito, Juancho, Juanelo - Juan Carlos = Juanca, Juancar, Juanqui - Juan Ernesto = Juaner - Juan Fernando = Juanfer - Juan Javier = Juanja - Juan Manuel = Juanma - Juan Miguel = Juangui, Juanmi - Juan Pablo = Juanpa, Juanpi, Juanpis - Juan Ramón = Juanra - Julio = Julín, Julito - Laura = Lalita, Lala, Lauri, Lauris, Lau - Leticia = Leti - Lourdes = Lulú - Lucía = Lucy - Luciano = Chano - Luis = Lucho, Luisito, Güicho, Luisín - Magdalena = Magda, Malena, Lena, Leni - Manuel = Manu, Manolo, Lolo, Manolito, Meño, Manuelito - Manuela = Manola, Nola, Nolita, Manolita, Meña, Manuelita, loli - Marcelo = Chelo, Marce - Margarita = Marga, Magui - María Aurora = Marora - María Auxiliadora = Chilo, Mauxi, Mausi - María de la Luz = Mariluz - María de Lourdes = Malula, Marilú - María del Carmen = Maricarmen, Mamen, Mai, Maica, Mayca, Mayka, Mamen, Mari - María del Pilar = Pili - María de los Remedios = Remi - María del Rosario = Charo, Charito - María del Refugio = Cuca - María del Sol = Marisol, Sol, Sole - María de la Soledad = Marisol, Sol, Sole - María de las Nieves = Marinieves, Nieves - María Eugenia = Maru, Yeni, Kena, Kenita - María Elena = Malena, Marilena - María Fernanda = Mafe - María Isabel = Maribel, Mabel, Marisabel, Marisa - María José/María Josefa = Cote, Coté, Jose, Josefa, Mai, Majo, Mariajo, Marijó, Marijose, Maripepa, Maripepi - María Laura = Malala - María Luisa = Marisa, Mariluisa - María Teresa = Maritere, Maite, Mayte, Teté, Mari - Mario = Mayito - Mauricio = Mau, Mauro, Mauri - Máximo = Maxi, Max, Maximino - Mercedes = Merce, Merche, Meche, Meches, Mechas - Micaela = Mica - Minerva = Mine, Miner - Montserrat = Montse - Myriam = Myri, Miriam, Miry - Nicolás = Nico - Oriana = Ori, Nana, Nanita, Ana, Anita - Pablo = Pablito, Pablete - Paloma = Palo - Paola = Pao - Patricia = Patri, Tricia, Pato - Patricio = Pato, Patric - Paula = Pau, pali - Paulina = Pau, Pauli - Pedro = Pedrito, Perico - Pilar = Pili, Pilarín, Piluca - Rafael = Rafa, Rafi, Rafo - Ramón = Mon, Moncho, Monchi, Ramoncito, Pocholo - Raúl = Rauli, Raulito, Rul, Rulo, Rule, Ral, Rali - Refugio = Cuca, Cuquita - Remedios = Reme - Roberto = Robe, Rober, Berto, Robertito, Tito, Beto - Rocío = Roci, Chio, Ro - Rodrigo = Rodri, Ruy, Roy, Ro - Rosalía = Chalia - Rosalva = Chava - Rosario = Charo, Chayo, Chayito - Salvador = Salva, Chava, Chavito - Santiago = Santi, Yago, Diego, Chago, Tiago - Sergio = Chucho, Checo, Chejo, Checho, Sergi - Soledad = Sol, Sole, Chole, Chol - Susana = Susi, Sus, Su - Teresa = Tere, Teresita - Timoteo = Timo, Teín - Tomás = Tomasito, Tomasín, Tomy - Valentina = Val, Vale, Tina, Tinita, Valentinita - Vicente = Chente, Vicen, Bicho, Sento - Victor, Victorio = Vic, Vis, Tito, Vico - Victoria = Vico, Viqui, Viky, Vicky - Verónica = Vero, Verito, Veru |

## Les autres langues d'Espagne
La reconnaissance officielle des langues régionales d'Espagne — catalan, basque, galicien — autorisa les communautés autonomes à rétablir leur identité sociale vernaculaire par la traduction et la ré-écriture des noms, du castillan à leurs langues d'origine.

### Noms catalans
Les territoires catalans suivent eux aussi la coutume espagnole, quoique les noms de familles soient joints d'ordinaire par la lettre i (« et ») au lieu du y espagnol, tel Pasqual Maragall i Mira, ex-président de la Generalitat de Catalunya (le gouvernement de la Catalogne). De plus, la politique de la langue nationale décrite dans l'Artículo 19.1 de la Ley 1/1998 (Article 19.1 de Loi 1/1998) prescrit que « les citoyens de Catalogne ont le droit de recourir à la réglementation propre de leurs noms et prénoms catalans et d'apposer la conjonction entre les noms de famille.»
Par exemple le pédagogue connu en France sous le nom de Francisco Ferrer était de son vivant appelé en castillan par les autorités espagnoles Francisco Ferrer Guardia ; de nos jours il est connu en Catalogne comme Francesc Ferrer i Guàrdia. De même la princesse héritière Éléonore de Bourbon possède un nom officiel dans chacune des langues d'Espagne, par exemple Leonor de Borbón y Ortiz en castillan, Elionor de Borbó i Órtiz en catalan, etc.
La correction, la traduction et le changement de nom de famille sont réglementés par le Registro Civil par le décret 138/2007 du 26 juin, modifiant le décret 208/1998 du 30 juillet, qui réglemente l'accréditation de la justesse linguistique des noms. Les attributs et fonctions du décret 138/2007 réglementent l'octroi de certificats de correction du langage pour les noms catalans traduits, par l'Institut d'Estudis Catalans (Institut d'études catalanes, IEC) à Barcelone. Quoi qu'il en soit, il existe des noms catalans qui ne sont conformes ni aux règles d'orthographe actuelles, ni aux précédentes, traditionnelles, du catalan considéré correct ; un certificat de correction du langage est disponible de l'IEC, pour des noms comme ceux qui suivent :
- Piñol à Pinyol ;
- Farré à Ferrer ;
- Gabarra à Gavarró ;
- Casas à Cases ;
- Perpiñá à Perpinyà ;
- Jufré à Jofré ;
- Pijuan à Pijoan ;
- Roselló à Rosselló.

#### Hypocoristiques et surnoms catalans
De nombreux prénoms catalans sont raccourcis en une forme hypocoristique qui n'utilise que la portion finale du prénom (à la différence de l'espagnol, qui n'en prend que la portion initiale), et avec un suffixe diminutif ; des exemples sont :
| - Antoni = Toni - Bartomeu = Tomeu - Concepció = Ció - Dolors = Lloll, Dolo - Eulàlia = Laia - Francesc = Cesc - Isabel = Bel - Joaquim = Quim, Ximo - Joaquima = Quima - Josefina = Fina, Fineta - Josep = Pep | - Magdalena = Magda - Manel = Nelo - Mariona = Ona - Meritxell = Meri, Txell - Montserrat = Serrat, Montse - Narcís = Narciset, Ciset - Núria = Nuri - Vicent = Vicentó, Cento - Xavier = Xavi |

### Noms galiciens
La Galice suit aussi la coutume espagnole. La seule différence est dans l'usage de prénoms galicianisés.
| - Ángel = Anxo - Antonio = Antón - Eugenia = Uxía - Joaquín = Xaquín - José = Xosé - Luis = Lois - Manoel = Manuel |

### «Mohamed» comme prénom et comme nom
Comme la carte Répartition géographique des noms de famille (ci-dessus) l'illustre, Mohamed est un nom de famille courant ; les villes autonomes méditerranéennes d'Afrique du nord de Ceuta et Melilla en comptent 10 410 et 7 982 occurrences respectivement. Les musulmans hispanophones adoptent le « Mohamed » espagnol pour épeler le mot arabe محمّد (prononcé [mʊħɑmmæd]) pour le nom du prophète Mahomet. Ce nom est souvent un composant de nom arabe pour les garçons, d'où le fait que de nombreux musulmans de Ceuta et de Melilla portent ce même nom de famille bien que ne descendant pas de souche commune. De plus, Mohamed y est le prénom le plus populaire pour les nouveau-nés mâles, ainsi il n'est pas inhabituel de rencontrer un homme du nom de Mohamed Mohamed Mohamed : le premier est le prénom, le second le patronyme, le troisième le matronyme.

## En Amérique hispanophone

### Argentine
Malgré l'hispanophonie de l'Argentine, l'identité sociale de la plupart des Argentins est enregistrée à l'état civil par l'apellido paterno (patronyme) seul ; l'écrivain Jorge Luis Borges était parfois mentionné par son nom complet : Jorge Luis Borges Acevedo. Dans la culture argentine, les enfants sont parfois dotés de deux prénoms distincts phonétiquement, dont les combinaisons se prononcent différemment ; par exemple, le prénom composé Juan Román est bien prononcé en deux mots, alors que l'épellation JuanRoman se prononce comme un seul, un usage commun aux contrées septentrionales de l'Amérique du Sud[réf. nécessaire].

### Honduras
La République du Honduras exige un certificat de naissance portant deux noms de famille.

### Les Caraïbes
En sus de la coutume espagnole, les pays de l'espace caraïbe (notamment Cuba, la République dominicaine, Porto Rico et le Venezuela) usent aussi[Quoi ?] de coutumes étrangères ; d'où[pas clair] le nom Yesaidú dérivé de l'anglais « Yes, I do », Adonis (dérivé du grec), et des noms composés tels Yolimar (Yolanda + Mario), Glorimar (Gloria + María), et Luyen (Lucía + Enrique),.

### Venezuela
En août 2007, une proposition de loi par le Conseil national électoral du Venezuela chercha ainsi à limiter la coutume nationale :

« Projet de loi organique du Registre Civil : Limitations sur les inscriptions de prénoms Article 106 : … il ne sera pas permis que… soient placés sur eux des prénoms qui les exposent au ridicule ; sont extravagants ou de prononciation difficile dans la langue officielle ; qui contiennent des variantes familières qui dénotent une identification confuse ou qui créent le doute quant à son sexe. Dans ces cas, l'officier de l'état civil offrira, comme référence, une liste de prénoms et noms les plus communs… Exception faite pour les noms de garçons, filles, ou adolescents des ethnies indigènes du pays, ainsi que les noms des fils des étrangers… »

Une plainte du public contre l'article 106 força le Conseil national électoral à le retirer de ce « Projet de loi organique sur le Registre Civil ».

### La conjonction maritale «de»
La plupart des coutumes de nommage en Amérique latine hispanophone présumaient qu'une femme assumerait son premier nom (de jeune fille), suivi de l'apellido de son époux (patronyme) avec la conjonction de — ainsi Ángela López Sáenz, épouse de Tomás Portillo Blanco, serait Ángela López de Portillo, Cristina Fernández, après son mariage avec Néstor Kirchner, devient Cristina Fernández de Kirchner ; la coutume désormais est qu'une épouse conserve son nom de famille. Cette norme est plus sociale que formelle, car son nom complet d'épouse (Ángela López Sáenz de Portillo), est usuellement une convention formelle et documentaire.
À l'heure actuelle, cette pratique espagnole de nommage est perçue culturellement comme une forme archaïque de patriarcat sexiste à l'encontre des femmes, puisque la conjonction de implique la notion de propriété, l'épouse en tant que propriété personnelle de son mari. Qui plus est, la coutume la pourvoit de noms d'épouse cérémonieux dans la vie et dans la mort : Ángela López, Sra. de Portillo (Ángela López, épouse Portillo) où Sra. (señora, « Madame ») explicite « épouse » ; et Ángela López Sáenz, vda. de Portillo (Ángela López Sáenz, veuve Portillo), où vda. (viuda, « veuve ») énonce le veuvage.
Les coutumes de nommage espagnol diffèrent selon le pays, mais en Argentine, Eva Perón (Evita) et Isabel Perón (Isabelita), les deuxième et troisième épouses de l'ex-président Juan Perón, devinrent des femmes importantes sur la scène politique, conservant le nom Perón, un nom de marque, d'où l'exception concernant leur nom de famille singulier, dénué du de à connotation propriétaire.